# Michael Rossi
Michael Rossi (ur. 25 lutego 1994) – amerykański narciarz dowolny, specjalizujący się w skokach akrobatycznych. Jak dotąd nie startował na igrzyskach olimpijskich ani na mistrzostwach świata. Najlepsze wyniki w Pucharze Świata osiągnął w sezonie 2010/2011, kiedy to zajął 184. miejsce w klasyfikacji generalnej, a w klasyfikacji skoków akrobatycznych był 39.

## Puchar Świata

### Miejsca w klasyfikacji generalnej
- 2010/2011 – 184.
- 2011/2012 – 188.
- 2012/2013 –

### Miejsca na podium w zawodach
1. Deer Valley – 1 lutego 2013 (Skoki akrobatyczne) – 3. miejsce